# ریچارد دانیالپور
ریچارد دانیال پور (زاده ۲۸ ژانویه ۱۹۵۶-Richard Danielpour) آهنگساز آمریکایی ایرانی‌تبار است.

## اوایل زندگی
دانیال پور در شهر نیویورک با تبار یهودی متولد شد و در نیویورک سیتی و وست پالم بیچ، فلوریدا بزرگ شد. او در کالج اوبرلین و کنسرواتوار موسیقی نیو انگلستان تحصیل کرد و بعداً در دانشکده موسیقی جولیار، جایی که در سال ۱۹۸۶ یک مدرک دکترای هنرهای موسیقی را دریافت کرد. استادان اصلی او در جولیار وینسنت پرسیکتی و پیتر مننین بودند.
دانیال پور پیشتر در دانشکده موسیقی منهتن (از سال ۱۹۹۳) و انستیتوی موسیقی کورتیس (از سال ۱۹۹۷)، تدریس می‌کرد و در حال حاضر مدرس دانشکده دانشگاه کالیفرنیا، لس آنجلس است.

## حرفه
او در ابتدا به عنوان هنرجو در هنرستان نیو انگلستان، سپس در مدرسه جویلیار - شهرت خود را به عنوان پیانیست (تحصیل در رشته‌های هلندر، جوخوم، و کودوس) و آهنگساز تأسیس کرد. اولین کنسرت پیانو وی که در سال ۱۹۸۱ به پایان رسید، مأموریت یافت و اولین اجرای خود را دریافت کرد، در حالی که دانیل پور هنوز شاگرد جولیاری بود.
او در اوایل دهه ۱۹۸۰ ابتدا روشهای سریالی را به کار می‌گرفت، اما آثاری از اواخر آن دهه مانند First Light و The Awakened Heart با شیوه ای گسترده‌تر و بیانگرانه رواج دارد.
وی در دهه ۱۹۹۰ به عنوان یکی از معدود آهنگسازان، در کنار آدامز، رووس، شووانر، کوریلیانو و کرنیس ظاهر شد که همگام سازی سه‌گانه را در کنار نوآوری‌های تجربی قرن گذشته پذیرفته‌است - صدای آشنای ارکستر سنتی و همچنین عناصر پاپ، راک، و جاز. به عنوان مثال کنسرت ۱۹۹۶ برای ارکسترا ("معماهای زرتشتی") شامل موسیقی متناقض موسیقی به نمرات، فیلم و تلویزیون برادوی است. در اواخر دهه ۱۹۹۰، دانیل پور به یکی از تنها سه آهنگساز تبدیل شد که قرار است در قرارداد ضبط انحصاری با سونی کلاسیک امضا شوند.
وی کمیسیون‌هایی را برای ارکست‌های بسیاری از جمله سمفونی سان فرانسیسکو و فیلارمونیک نیویورک، چندین جایزه (از جمله بورسیه مک داوول، راکفلر و گوگنهایم) دریافت کرده‌است و در دانشکده‌های انستیتوی کورتیس و دانشکده موسیقی منهتن فعالیت کرده‌است.
در سال ۲۰۰۵، او اولین اپرا، مارگارت گارنر، را با همکاری تونی موریسون به اتمام رساند.

## موسیقی
دانیالپور به‌طور مشترک با بسیاری دیگر از آهنگسازان آمریکایی نسل پس از جنگ، کار کرده‌است.
دانیل پور کار خود را در یک سریالیسم آغاز کرد، اما آن را در اواخر دهه ۱۹۸۰ به برای یک روش اکومنیکی و «قابل دسترسی» تر رد کرد.
او به نقل از گروه بیتلز او از جان آدامز، کریستوفر راوس و جوزف شوانتنر در سبک موسیقی خود تأثیر می‌پذیرد.

### لیست آثار
- مارگارت گارنر (۲۰۰۵)
  - Libretto توسط تونی موریسون

#### باله
- آنیما موندی (۱۹۹۵)
  - برای باله شمال غربی اقیانوس آرام
- رقص‌های شهری (۱۹۹۶)
  - برای باله شهر نیویورک و رقص سرود میریام متاویانی

#### ارکسترال
- "کوارتت زهی شماره ۱ - رکودیم" (۱۹۸۳)، برای دو ویولن، ویولا و ویولن سل
- پیانو کوینتت (۱۹۸۸)، کوارتت زهی و پیانو
- رقص‌های شهری (کتاب ۱) (۱۹۸۸)، برای کوئینت برنجی
- غزل‌های ارفئوس، کتاب ۱ (۱۹۹۲)، برای تکنوازی سوپرانو، فلوت، کلارینت ، شاخ، پیانو، پرکاشن و کوئنته رشته
- آهنگهای شب (۱۹۹۳)، برای تریور تنور و پیانو
- کوارتت زهی شماره ۲ - رقص‌های سایه (۱۹۹۳)، برای دو ویولن، ویولا و ویولن سل
- رقص‌های شهری، کتاب ۲ (۱۹۹۳)، برای کوئینت برنجی
- غزل‌های Orpheus , Book 2 (1994)، برای انفرادی باریتون، فلوت، کلارینت ، شاخ، پیانو، کوبه ای و کوئنته زهی
- کوارتت زهی شماره ۳ - مزامیر غم و اندوه (۱۹۹۴)، برای انفرادی باریتون، دو ویولن، ویولن و ویولن سل
- تغییرات فانتزی (۱۹۹۷)، برای ویولن سل و پیانو
- شیرین بحث (۱۹۹۷)، برای mezzo-soprano، ویولن سلولی، باس مضاعف و پیانو
- Feast of Fools - Concertino (1998)، کوارتت‌های باسون و رشته‌ای
- A Reliquary Child (2000)، برای سه‌گانه پیانو
- همان‌طور که Night Falls در Barjeantane (2000)، برای ویولن و پیانو
- کوارتت زهی شماره ۴ - جلوه‌ها (۲۰۰۰)، دو ویولن، ویولن و ویولن سل
- پرتره (۲۰۰۱)، برای mezzo-soprano، کلارینت ، ویولن، ویولن سل و پیانو
- کوارتت زهی شماره ۵ - در جستجوی "لا ویتا نوووا" (۲۰۰۴)، برای دو ویولن، ویولن و ویولن سل
- جشن Troubadour (2005)، برای فلوت، کلارینت ، ویولن، ویولا، ویولن سلولی و پیانو
- کتاب ساعت (۲۰۰۶)، برای کوارتت پیانو
- بندیکت (۲۰۰۷)، برای دو شاخ، دو شاخه، سه ترومبون و کلاهبرداری
- River of Light (2007)، برای ویولن و پیانو
  - به سفارش بنیاد آیزاک و لیندا استرن برای ویولونیست سارا چانگ، که کار را در ۱۸ مارس ۲۰۰۷ در لا هویا، کالیفرنیا انجام داد.
- کادیش (۲۰۰۸)، برای تکنوازهای ویولن و سری
  - برای کنسرت، که پیش نویس آثار در هریسبورگ، پنسیلوانیا در تاریخ ۱۵ مه ۲۰۱۰ نوشته شده‌است.
- به یاد آوردن ندا (۲۰۰۹)، برای فلوت، ویولن سل و پیانو
  - نوشته شده برای گروه Dolce Suono، که این اثر را در تاریخ ۲۲ اکتبر ۲۰۱۰ در مرکز Trinity Center for Urban City در فیلادلفیا، پنسیلوانیا اجرا کرد.
- کوارتت زهی شماره 6 - Addio (۲۰۰۹)، برای دو ویولن، ویولن و ویولن سل
  - مأموریت توسط LifeMusic برای کوارتت یینگ، که کار را در مرکز هاپکینز، کالج دارتموث در هانوفر، نیوهمپشایر در اکتبر ۲۰۰۹ انجام داد.
- چهره‌های گورنیکا (۲۰۰۹)، برای سه‌گانه پیانو
  - به سفارش بنیاد والتر دبلیوم نومبورگ برای تریو کاواتینا، که کار را در مه سالن کارنگی، نیویورک در مه ۲۰۱۰ آغاز کرد.

#### گروه کر
- Oratio Pauli (1982)، برای گروه کر و ارکستر زهی SATB
- سمفونی شماره ۳ - سفر بدون فاصله (۱۹۹۰)، برای تکنوازی سوپرانو، گروه کر و ارکستر SATB
- Canticle of Peace (1995)، برای انفرادی باریتون، گروه کر و ارکستر مجلسی SATB
- رکیکیوم آمریکایی (۲۰۰۱)، برای mezzo-soprano , tenor , solit baritone، گروه کر و ارکستر SATB
- Passion of Yeshua (2018)، برای mezzo-soprano , tenor , solit baritone، گروه کر و ارکستر SATB

#### آوازی
- سمفونی شماره ۲ - ویژنها (۱۹۸۶)، برای سوپرانو، تنور سولی و ارکستر
- غزل به اورفئوس، کتاب ۱ (۱۹۹۲)، برای انفرادی و انفرادی سوپرانو
- آهنگهای شب (۱۹۹۳)، برای تنهای سولو و پیانو
- غزل‌های ارفئوس، کتاب ۲ (۱۹۹۴)، برای انفرادی و گروه باریتون
- کوارتت زهی شماره ۳ - مزمورهای غم و اندوه (۱۹۹۴)، برای کوارستهای سولو و باریتون باریتون
- I Am Not Prey (1996)، برای دوبله سوپرانو و پیانو
- Elegies (1997)، برای mezzo-soprano , solit baritone & orchestra
- شیرین بحث (۱۹۹۷)، برای گروه انفرادی و کوچک mezzo-soprano
- Spirits in the Well (1998)، برای انفرادی و پیانوی سه‌گانه
- پرتره‌ها (۲۰۰۱)، برای گروه انفرادی و تکنیکی کوچک سوپرانو
- آهنگهای تنهایی (۲۰۰۴)، برای انفرادی و ارکستر باریتون
- چهار آریا، از "مارگارت گارنر" (۲۰۰۵)، برای باریتون و پیانو
- او توسط، از "مارگارت گارنر" (۲۰۰۵)، برای سوپرانو و پیانو
- سه آریا، از "مارگارت گارنر" (۲۰۰۵)، برای mezzo-soprano & piano
- سرگرمی (۲۰۰۶)، برای انفرادی و ارکستر باریتون
- Triptych (2006)، برای mezzo-soprano & orchestra
- زندگی یک زن (۲۰۰۷)، برای سوپرانو و ارکستر
- سه دعا (۲۰۰۷)، برای تکنوازی و تکنوازی سوپرانو
- برای بارمیتون، ویولا و پیانو از زمینه زمینه پدر (۲۰۰۸) بیایید. کلمات والت ویتمن
  - مأموریت توسط موسسه کرتیس، فیلادلفیا؛ آدریان کرامر (باریتون)، روبرتو دیاز (ویولا) و میکائیل الیاسن (پیانو) در موسسه کرتیس در تاریخ ۱۵ مه ۲۰۰۹ اجرا شد.
- آهنگ‌هایی از جنگ قدیمی (۲۰۰۹)، برای باریتون و پیانو
  - توماس همسون برای باریتون آمریکایی نوشته شده‌است

#### تکنواز انفرادی
- مزامیر (۱۹۸۵)، برای پیانو
- سوناتا (۱۹۸۶)، برای پیانو
- Enchanted Garden (Preludes, Book 1) (1992)، برای پیانو
- ماردی گراس (۱۹۹۲)، برای پیانو
- Elegy (2003)، برای پیانو
- سه مقدمه (۲۰۰۳)، برای پیانو
- Piano Fantasy: "Wenn Ich Einmal Soll Schneiden" (2008)، برای پیانو
- Enchanted Garden (Preludes , Book 2) (2009)، برای پیانو